# Notiax brachyophthlama
Notiax brachyophthlama är en kräftdjursart som först beskrevs av Alphonse Milne-Edwards 1870.  Notiax brachyophthlama ingår i släktet Notiax och familjen Callianassidae. Inga underarter finns listade i Catalogue of Life.